# Cupido (álbum)
Cupido es el cuarto álbum de estudio de la cantante argentina Tini, lanzado el 16 de febrero de 2023 por Hollywood Records y Sony Music Latin. Tras el lanzamiento de su último disco, Tini Tini Tini (2020), la cantante dejó su ex productora, Universal Music Latin, en 2021, tres años después de firmar con ellos. Luego firmó con Sony. Este es el primer álbum de la cantante después de haber firmado con Sony Music Latin.
El álbum se expande en los diferentes géneros de la música latina, que incluye géneros como la cumbia, el reguetón y presenta influencias dance pop, pop latino y urbano. 
Del álbum, se lanzaron diez canciones como sencillo, antes del lanzamiento del álbum: «Miénteme» con María Becerra, «Maldita foto» con Manuel Turizo, «Bar» con L-Gante, «Fantasi» con Beéle; «La triple T», «Carne y hueso», «La loto» con Anitta y Becky G, «El último beso» con Tiago PZK, «Muñecas» con La Joaqui y Steve Aoki y «Cupido». Todos llegaron al top 10 del Argentina Hot 100 de Billboard, logrando la mayor cantidad de éxitos entre los diez primeros para cualquier artista en 2022, habiendo debutado «Miénteme», «Bar» y «La Triple T» en lo más alto de la lista argentina. La canción «Cupido», que da nombre al álbum, fue el décimo y último sencillo en ser lanzado, dos días antes de su debut. Con una recepción generalmente positiva por parte de los críticos musicales, Cupido fue elogiado por la voz de Stoessel, su composición, producción y estética musical en general. Llegó al top cinco en Argentina, España y Uruguay. El álbum también alcanzó su punto máximo dentro del top 10 y top 50 en las listas Latin Pop Albums y Top Latin Albums de Billboard en Estados Unidos. Para apoyar el álbum y su predecesor, Tini se embarcó en el Tini Tour, su tercera gira de conciertos como cabeza de cartel, desde mayo de 2022 hasta noviembre de 2023.
Así, debido a todos estos lanzamientos, antes de que se lanzara el álbum, Tini recibió una certificación de Sony de que las canciones de Cupido ya tenían más de 4 billones de reproducciones en plataformas digitales de todo el mundo.

## Antecedentes
En diciembre de 2020, Tini lanzó su tercer álbum de estudio, Tini Tini Tini, promocionándolo con una serie de presentaciones en vivo durante todo el mes. En 2021, Tini finalizó su contrato con Universal Music Latin y firmó con Sony Music Latin. Así, durante el resto de 2021 y 2022, comenzó a lanzar nuevos sencillos bajo la producción de Sony, aumentando la ansiedad de los aficionados por su cuarto álbum. Tini incluso dijo que su próximo álbum probablemente saldría ese año. Pero, por diversas razones, el lanzamiento terminó retrasándose, mientras que más sencillos y colaboraciones fueron lanzados durante los años siguientes (10 en total). En septiembre de 2022, la cantante finalmente confirmó que su nuevo álbum se lanzaría pronto y que las canciones contarían historias que dieron forma a su vida y carrera. 
Este álbum de repente no tiene 10 canciones nuevas para presentar por qué se fue atrasando, iba a presentar, en él princípio, al comienzo del año, pero por distintas razones no se pudo. Entonces terminó saliendo ahora. También puede dar un cierre en una etapa, que empezó con «Mientéme» hasta ahora, y poder dar início a una nueva era. - Tini, en una entrevista sobre el álbum.
 Así, dos años después del lanzamiento de Tini Tini Tini, en enero de 2023 se anunciaba oficialmente en el programa español El hormiguero el título y la fecha de lanzamiento de su cuarto álbum de estudio. Tini también compartió la portada, la fecha de lanzamiento del décimo y último sencillo «Cupido» y la lista de canciones del nuevo álbum en su Instagram.

## Composición

### Música y letras
Cupido rindió homenaje a los géneros musicales latinos. Sus géneros incluyen principalmente el urbano, el EDM y el punk rock, pero también incluyen elementos de cumbia, dance-pop, pop latino y reguetón. Cada una de las canciones ofrece un «cupido» diferente, desde el desamor hasta el amor, desde el amor hasta la música, la familia, las amistades, hasta el amor propio, entre otros. En cada una de las letras de este disco, TINI apunta emociones y experiencias sobre cómo renacer, descubrir y vivir.

### Canciones
El álbum inicia con «Cupido», que fue lanzado el 14 de febrero de 2023, dos días antes del lanzamiento del álbum. La canción está llena de situaciones vivas, y su letra habla sobre el amor y el desamor. «Te pido», la segunda canción del álbum, habla de un amor no correspondido y una traición. La tercera canción y noveno sencillo, «Muñecas», es una colaboración con la artista de RKT La Joaqui y el DJ Steve Aoki, y fue lanzado el 12 de enero de 2023. La canción incorpora RKT, cumbia y electro house, y su letra tiene referencia a cómo las chicas viven su mejor vida en la discoteca, mientras que también funciona como un «club feroz bánger» y un himno de empoderamiento femenino. El álbum sigue con «El último beso», la cuarta canción del álbum y el octavo sencillo, y también es una colaboración con Tiago PZK. Fue lanzado el 15 de septiembre de 2022. La canción incorpora música urbana y punk. La canción habla precisamente de la sensación de imposibilidad de continuar con la vida cuando una persona se separa de la otra persona con la que la comparte. 
«Carne y hueso», la quinta canción y sexto sencillo del álbum, fue lanzado el 19 de mayo de 2022. Es una balada pop que habla sobre el dolor que siente ante una ruptura amorosa que todavía no ha superado. «La loto», la sexta canción y séptimo sencillo del álbum, fue lanzado el 6 de julio de 2022 y es una colaboración con la cantante estadounidense Becky G y la cantante brasileña Anitta. Esta canción incorpora el reguetón, y líricamente, la canción gira en torno al sexo, o «pecar», como lo llaman las artistas en el coro, con temas de empoderamiento femenino. El título «La loto» es una referencia a «La lotería», por lo general, como una abreviatura. El álbum sigue con «Las Jordans», la séptima canción, que unos meses posterior al lanzamiento del álbum Tini lanza su videoclip oficial.
Luego, sigue con «Beso en las rocas», que habla sobre volver a enamorarse y vivir con los que se tiene y «7 veces», que es una pista de R&B la cual habla sobre extrañar a alguien, son dos de las nuevas canciones del álbum. 
El sencillo «Fantasi» es una colaboración con Beéle, y fue lanzado el 16 de febrero de 2022. Incorpora música tropical y dembow, y refleja de la fantasía de estar juntos en distintos lugares. La undécima canción, «Miénteme», es una colaboración con María Becerra, y fue lanzado el 29 de abril de 2021. Es una de las canciones más exitosas de la artista, y mezcla géneros como el pop latino y el cumbia pop, pero también mezcla reguetón y un rap de Becerra. Líricamente, habla sobre tener problemas en una relación amorosa; específicamente, las artistas expresan la confusión de estar en privado con alguien, pero no estar en una relación oficial. El álbum sigue con «Maldita foto», una colaboración con Manuel Turizo, y fue lanzado el 19 de agosto de 2021. La canción mezcla pop latino y reguetón y líricamente habla sobre una ruptura en una relación amorosa, dos ex que se notan en una foto tomada en el momento adecuado, y luego en un viaje por el carril de la memoria recordando su tiempo juntos. «Bar» fue lanzado el 11 de noviembre de 2021 como la decimotercera canción y tercer sencillo, y es una colaboración con el artista L-Gante. La canción mezcla reguetón y cumbia, conocida como cachengue. Líricamente, habla sobre cómo una chica dejó a su novio en un bar, y él sufre por ella, mientras ella vive los mejores años de su vida. El álbum termina con «La triple T», que fue lanzado el 5 de mayo de 2022. La canción es muy parecida a «Miénteme», y mezcla pop latino, cumbia pop y música urbana. Habla sobre lo importante que es disfrutar de la vida, y es un himno a la alegría y a la fiesta, ideal para retratar el momento musical que está viviendo la artista.

## Producción
Andrés Torres, productor del disco, dijo en una entrevista que Cupido se hizo durante conversaciones sobre la vida, en el sofá del estudio, mientras trataban de capturar toda esa autenticidad en las canciones. Por eso, en varias de ellas, como «Cupido», «Miénteme» y «Carne y hueso» hay, al principio, notas de voz. Son precisamente esos momentos de conversación en el que empiezan a surgir ideas. Torres también dice que siente que este es el álbum «más Tini» que han hecho hasta ahora.

La cantante también habló un poco sobre la inspiración para el nombre del disco y la canción, y la ironía de que, a pesar de que se llama «Cupido» y fue lanzado en el día de San Valentín (14 de febrero), la obra no está inspirada en el amor mismo:
“Cupido [la canción] habla un poco como qué te pasó Cupido? O sea, en vez de que todo vaya bien, la relación no terminó muy bien. Entonces habla un poco justo de esta flecha de lo contrario, y yo creo que muchas personas van a sentirse identificadas con la letra de esta canción. Es un poco raro decirlo, pero sí, hay algo de inspiración a través del desamor, que yo creo que en algún punto se lo da la vida. En algún punto las cosas no tan lindas también te dan al mismo tiempo crecimiento, y te hacen volver a encontrarte, te hacen volver a vos (...). Obviamente es re lindo también escribir sobre el amor, pero cuando también la pasaste mal no solamente es el desamor sino también el crecimiento personal que tiene la persona". - Tini, en una entrevista sobre el disco.
En ese sentido, Tini dice que la idea del álbum es contar una historia que comienza con la canción «Cupido», describiendo ese sentimiento después de la ruptura de ¿qué pasó?, pasando por diferentes tipos de sentimientos a lo largo de las demás canciones, y finalizando con «La triple T» y la búsqueda del amor propio y la paz contigo mismo.

## Promoción
Para promocionar el sencillo «Miénteme», Tini visitó varias radios y programas como Los Mammones, Los 40, Cuéntamelo ¡Ya! y Radio Disney LA. También interpretó la canción en directo en la entrega de los Premios Juventud. El 9 de julio de 2022, Tini interpretó «Miénteme» junto a «La triple T» en los MTV Millennial Awards. En julio de 2022, Tini interpretó varias canciones en el programa uruguayo Rojo. En diciembre del mismo año, realizó un show exclusivo en streaming para la empresa Pantene, donde interpretó varias canciones que luego lanzó para Cupido, así como varios temas del disco anterior Tini Tini Tini. En agosto de 2022, Tini interpretó «Carne y hueso», en los Premios Gardel. El sencillo también fue interpretado en los 2022 Billboard Latin Music Awards.

### Tour
En apoyo del álbum, Tini se embarcó en su tercera gira de conciertos en solitario titulada TINI Tour 2022. La gira fue anunciada el 11 de noviembre de 2021, el mismo día que lanzó el sencillo «Bar». La gira comenzó el 20 de mayo de 2022 en el Hipódromo de Palermo en Buenos Aires. Las entradas para el show salieron a la venta el mismo día que confirmó la gira y se agotaron en minutos, y luego agregó otros cuatro conciertos seguidos los días 24, 25, 26 y 27 de marzo de 2022, en el Hipódromo, que también se agotaron en minutos. Debido al gran éxito, el 25 de Mayo sorprendió a los fans por Instagram anunciando un sexta concierto para el 31. La gira visitó ciudades de Latinoamérica y Europa. Con esta gira, Tini se convirtió en la primera artista femenina en agotar las entradas de 6 conciertos en el Hipódromo de Palermo, así como en la única artista argentina en agotar las entradas de un estadio después de 20 años.

## Recepción crítica
Ingrid Farjado de Billboard dijo que «Tini está más honesta y vulnerable que nunca con el lanzamiento de su cuarto álbum de estudio, Cupido [...] más allá de su musical componente, Cupido sirve como una introspección personal y abarca los sentimientos más profundos por los que Tini ha pasado en los últimos años». Valentina Cardona de Fama elogió la capacidad de Tini para mezclar múltiples géneros y afirmó: «En esta nueva era de crecimiento personal, [Tini] fusiona su excelente talento vocal y composición de canciones con ritmos urbanos, pop, cumbia y electrónica, todo mientras exhibe su esencia». Pip Ellwood-Hughes de Entertainment Focus señaló que Cupido «lleva a los oyentes a un viaje a través del amor y la angustia e incluye [...] canciones que muestran la capacidad de Tini para fusionar géneros y al mismo tiempo mostrar su voz».

## Rendimiento comercial
Antes incluso de su lanzamiento, Cupido superó los 4.000 millones de streams a nivel global. Tan solo cinco días después de su lanzamiento el álbum entró en el ranking de los diez álbumes más escuchados a nivel mundial en Spotify Global, conquistando la 2.ª posición, y debutando número 1 en Spotify Argentina, posición en la que permaneció por 13 semanas consecutivas como el álbum más escuchado de Argentina en la plataforma. Cupido también debutó en el número 28 de la PROMUSICAE, y tres días después subió a la lista de los diez primeros alcanzando la 5.ª posición.

### Estados Unidos
En Estados Unidos, Cupido debutó en el número 8 de la lista Latin Pop Albums ganando 2.000 unidades equivalentes a un álbum en su primera semana de lanzamiento. Se convirtió en su primer top 10 y su primera entrada en la lista de álbumes de Billboard. Además, el álbum acumuló un total de 3 millones de transmisiones de audio bajo demanda de sus canciones en la semana de seguimiento. Cupido también se estrena simultáneamente en el número 45 de Top Latin Pop Albums. Con esto, Tini se convierte en la primera argentina en debutar en el top 10 de la Latin Pop Albums chart desde Siguen Los Éxitos de La Orquesta de Miguel Calo de Miguel Caló en 2016, y primera mujer argentina en lograr un debut en el top 10 desde que Soledad Pastorutti lograra entrar con el conjunto colaborativo Raíz, con Lila Downs y Niña Pastori, en 2014. El álbum también debutó en el número 7 de la lista Spotify Top USA albums y logró la certificación de platino por sus ventas en los Estados Unidos.

## Lista de canciones
| Cupido |                                        | |                                           |          |  |
| N.º    | Título                                 | Escritor(es) | Productor(es)                             | Duración |  |
| 1.     | «Cupido»                               | Martina Stoessel Elena Rose Andrés Torres Mauricio Rengifo                                                                                             | Rengifo Torres                            | 2:54     |  |
| 2.     | «Te pido»                              | Stoessel Torres Rengifo Rose | Rengifo Torres                            | 2:54     |  |
| 3.     | «Muñecas» (con La Joaqui y Steve Aoki) | Stoessel Torres Rengifo Rose David Oréa Donny Flores La Joaqui Juan David Correa Juan José Arias Osmar Escobar Santiago López Steve Salazar Steve Aoki | Rengifo Torres Aoki Oplus The Best Soundz | 2:36     |  |
| 4.     | «El último beso» (con Tiago PZK)       | Stoessel Torres Rengifo Rose Tiago PZK Daniel Rondon Duki Richi Lopez                                                                                  | Rengifo Torres                            | 3:17     |  |
| 5.     | «Carne y hueso»                        | Stoessel Torres Rengifo Rose | Rengifo Torres                            | 2:58     |  |
| 6.     | «La loto» (con Anitta & Becky G)       | Stoessel Torres Rengifo Rose Anitta Becky G | Rengifo Torres                            | 3:10     |  |
| 7.     | «Las Jordans»                          | Stoessel | Rengifo Torres                            | 2:24     |  |
| 8.     | «Beso en las rocas»                    | Stoessel Torres Rengifo Rose | Rengifo Torres                            | 2:24     |  |
| 9.     | «7 veces»                              | Stoessel Gale Louta Pablo Preciado Ricardo López | Richi Lopez                               | 2:54     |  |
| 10.    | «Fantasi» (con Beéle)                  | Stoessel Torres Rengifo, Rose Brandon de Jesùs «Beéle» Diego Leon Velez                                                                                | Rengifo Torres                            | 2:38     |  |
| 11.    | «Miénteme» (con María Becerra)         | Stoessel Torres Rengifo Rose Enzo Ezequiel Sauthier | Rengifo Torres                            | 2:45     |  |
| 12.    | «Maldita foto» (con Manuel Turizo)     | Stoessel Torres Rengifo Rose Manuel Turizo Juan Diego Medina Julian Turizo                                                                             | Rengifo Torres                            | 3:10     |  |
| 13.    | «Bar» (con L-Gante)                    | Stoessel Torres Rengifo Rose L-Gante Kevin Rivas | Rengifo Torres                            | 2:40     |  |
| 14.    | «La triple T»                          | Stoessel Torres Rengifo Rose | Rengifo Torres                            | 2:47     |  |

## Posicionamiento en listas
| Listas (2023)                | Mejor posición |
| ---------------------------- | -------------- |
| Argentina (CAPIF)            | 3              |
| España (PROMUSICAE)          | 5              |
| Latin Pop Albums (Billboard) | 8              |
| Top Latin Albums (Billboard) | 45             |
| Uruguay (CUD)                | 4              |